# Вестон Лејкс (Тексас)
Вестон Лејкс (енгл. Weston Lakes) град је у америчкој савезној држави Тексас. По попису становништва из 2010. у њему је живело 2.482 становника.

## Демографија
Према попису становништва из 2010. у граду је живело 2.482 становника.
| Група             | 2000.  | 2010.         |
| Белци             | . (.%) | 2.050 (82,6%) |
| Афроамериканци    | . (.%) | 142 (5,7%)    |
| Азијати           | . (.%) | 74 (3,0%)     |
| Хиспаноамериканци | . (.%) | 176 (7,1%)    |
| Укупно            | .      | 2.482         |